# Bishop Lamont
Pour les articles homonymes, voir Lamont.
Bishop Lamont, de son vrai nom Philip Martin, né le 31 octobre 1978 à Inglewood, en Californie, est un rappeur américain. Il est membre au label Aftermath Entertainment dirigé par Dr. Dre jusqu'en 2010.

## Biographie
Né à Inglewood, en Californie, Martin grandit non loin de là, à Carson. Il commence à rapper vers l'âge de 13 ans. Il rencontre Dr. Dre durant le tournage du clip Dreams de The Game. En 2004, il participe à la bande originale du jeu vidéo True Crime: Streets of LA. Ensemble avec son groupe War Doggz, Martin dirige un label appelé Diocese Records.
Après quelques passages sur une radio de Los Angeles, il signe en 2005 sur le label Aftermath Entertainment de Dr. Dre. Selon Dre, l'écriture assez controversée de Bishop Lamont rappelle celle d'Eminem. Toujours en 2005, son titre Welcome to Havoc apparaît dans le film Jeux de gangs avec Anne Hathaway. Ses chansons The Best et We Got Next apparaissent ensuite dans les jeux vidéo d'Electronic Arts Madden NFL 2007 et NBA Live 2006 puis c'est au tour de I'm a Soldier de figurer dans NFL Street 2.
Dès lors, Bishop Lamont prévoit la sortie de The Reformation, son très prometteur premier album studio. De grands noms du rap et de la production y sont alors attachés. Mais les années passent et cet album est sans cesse repoussé. Bishop Lamont multiplie alors les mixtapes mais toujours pas d'album. En 2009, il est choisi par le réalisateur français Kader Ayd pour jouer un rôle principal dans le polar Five Thirteen. En 2011, le réalisateur retourne toutes les scènes dans lesquelles Bishop Lamont a déjà joué. En janvier 2010, il quitte Aftermath après cinq ans de contrat, tout en assurant garder de très bons rapports avec Dr. Dre. Même sans label, Bishop Lamont sort un street album, The Shawshank Redemption/Angola 3, en novembre 2010.

## Discographie

### Album studio
- 2010 : The Shawshank Redemption/Angola 3 (street album)[8]

### Mixtapes
- 2004 : Who I Gotta Kill to Get a Record Deal, Vol. 1
- 2005 : Welcome 2 L.A.
- 2007 : N*gger Noize (ambiancé par DJ Skee)
- 2007 : Caltroit (avec Black Milk)
- 2007 : The Pope Mobile
- 2008 : The Confessional (ambiancé par DJ Whoo Kid)
- 2008 : Duck season 3 (avec DJ Babu)
- 2009 : Team America Fuck Yeah: Special Forces (avec Indef)
- 2010 : Mecha God - Spilla!